# Stenkällan
Stenkällan is een wijk in het stadsdeel Husie van de Zweedse stad Malmö. De wijk telt 1.669 inwoners (2013) en heeft een oppervlakte van 0,52 km². Stenkällan bestaat voornamelijk uit appartementencomplexen die gebouwd zijn in de jaren 60 van de twintigste eeuw.
De wijk ligt tussen de straten Amiralsgatan en Ellenborgsvägen, ten oosten van Agnesfridsvägen. Langs de eerstgenoemde straat zijn bedrijfspanden en de brandweerkazerne gevestigd.